# کامنکا (اوب)
کامنکا (به لاتین: Kamenka) یک رود در روسیه است که در استان نووسیبیرسک واقع شده‌است.